# تیموتئوس هوتگس
تیموتئوس هوتگس، (به آلمانی: Timotheus Höttges) (زاده ۱۸ سپتامبر ۱۹۶۲) کارآفرین، بازرگان و مدیر ارشد اجرایی آلمانی است، که در حال حاضر به‌عنوان مدیر عامل اجرایی شرکت دویچه تلکوم فعالیت می‌کند.